# 10th ANNIVERSARY BEST
『10th ANNIVERSARY BEST』（テンス アニバーサリー ベスト）は、日本のロックバンド、SOPHIAの3枚目のベスト・アルバム。

## 概要
- 本作品は2005年11月2日に東芝EMIよりリリースされた。全16曲収録。
- 2005年のライブ『獅子に翼-IV』終了翌日より2週間のファン投票により選ばれた曲を収録。
- 初回盤と通常盤ではジャケット写真が異なり、また初回盤には2004年-2005年のカウントダウンイベント『三都物語』の京都MUSEからのライブ映像が収録されたDVDが付属している。
- 新星堂とのタイアップにより『獅子に翼-IV』の会場での予約特典として当日のライブで撮影された記念写真のポスターを購入時に配布した。
- ファン投票で決定とは言え、組織票による特定の曲のランキング上昇の発覚や投票開始当初から上位にいた曲（「nothing」）、ランクインしていた2005年リリース曲（「one summer day」）が収録されなかったりなど、アーティスト、レコード会社とファンの思惑は一致しているとは言えない。
- 東芝EMIからの発売であるが、移籍前のトイズファクトリーは本作品の企画段階から全面協力した。そのため、トイズ時代の音源も当時のままのマスターを利用して収録されている。

## 収録曲

### CD（初回盤・通常盤共に共通）
1. MYSELF
2ndアルバム『GIRLS』収録。
2. ヒマワリ
1stシングル。
3. little cloud
4thシングル。
4. My only season
4thシングル「little cloud」c/w。
5. 街 〜single version〜
5thシングル。
6. 蜘蛛と蝙蝠
5thアルバム『ALIVE』収録。
7. 坂道
5thアルバム『ALIVE』収録。
8. 航海
6thアルバム『マテリアル』収録。
9. 黒いブーツ 〜oh my friend〜
8thシングル。
10. ミサイル
12thシングル。
11. happy end
7thアルバム『進化論』収録。
12. Thank you
17thシングル。
13. -僕はここにいる-
22ndシングル。
14. 夢
8thアルバム『夢』収録。
15. 情熱のプライド
9thアルバム『EVERBLUE』収録。
16. 青い季節
26thシングル。

### DVD（初回盤のみ）
ライブ映像
1. PINK!
3rdシングル「Believe」c/w
2. Hungry Life
4thアルバム『little circus』収録
3. ブラウンカンライフ
2ndシングル「Early summer rain」c/w
4. Kissing blue memories
1stアルバム『BOYS』収録
5. 黒いブーツ 〜oh my friend〜
8thシングル
6. 『philosophy-VII』、2006年シングル・アルバム発売、『a piece of blue sky 〜遥かなる宝島〜』の告知映像

隠しトラック
1. I Love You,SAYONARA (GFT version)

- 2005年11月時点で発売されている全CD・DVDのジャケット写真が収録されている。